# Svi smo mi odnekud došli a neko i malo ranije - pozorišna predstava
Svi smo mi odnekud došli a neko i malo ranije je pozorišna predstava u izvedbi dramskog studija "Šmiranti" iz Novog Sada, u režiji Andrea Elodie Moretti a po tekstu Aleksandre Mrdjen koja je rađena za "Novi Sad - evropska prestonica kulture 2022", čija je premijera bila 07.03.2022 godine na novosadskom sajmu u hali 1.

## O predstavi
Svi smo mi odnekud došli, a neko i malo ranije je pozorišna predstava koja je rađena po tekstu novosadske dramaturškinje Aleksandre Mrđen. Režiju potpisuje italijanski reditelj i pedagog Andrea Elodie Moretti dok produkciju su radili dramski studio Šmiranti iz Novog Sada.
U saradnji sa Polikardija teatrom iz Italije, napravljena je pozorišnu predstavu koja se bavi seobama i sudbinama ljudi koji (e)migriraju. Analizirano je koliko ima istine u medijskim naslovima, koliko im se veruje i kako utiču na ljude; koliko izjašnjavanje na društvenim mrežama menja mišljenja ljudi; šta se zna o migracijama.
- Tekst: Aleksandra Mrđen
- Režija: Andrea Elodi Moreti (Polikardija teatar, Italija)
- Uloge: Boško Petrov, Aleksandra Popović, Sanja Petrov, Zorica Petrović/Mina Anđušić, Milan Trifunović, Marko Vanić, Đorđe Jović, Ksenija Kolunžija, Zoran Prodanović, Tatjana Petrus, Uroš Krstić, Luka Grandić, Marko Nikolić/MIloš Malešević, David Veber, Aleksandra Popović, Dragana Zec, Anđela Prodanović, Branislav Đorđević, Nikolina Popržen, Nataša Obradović
- Vokal: Anđela Koruga
- Muzika: Bojan Andrić
- Svetlo: Igor Đorđević
- Produkcija: Šmiranti

Predstava je deo glavnog programa „Novi Sad - evropska prestonica kulture 2022”.